# 约瑟夫·沃伊塔
约瑟夫·沃伊塔（捷克語：Josef Vojta，1935年4月19日—2023年3月6日），捷克男子足球运动员，场上位置是中场。他曾代表捷克斯洛伐克国奥队参加1964年夏季奥林匹克运动会足球比赛，获得一枚银牌。